# Kang Song-san
Kang Song-san (idioma coreano: 강성산; Hamgyŏng del Norte, 1931 - 1997) fue un político norcoreano y dos veces Premier de Corea del Norte (1984 - 1986, 1992 - 1997).
Su padre fue allegado a Kim Il-sung, por lo que ascendió rápidamente en varios puestos dentro del gobierno, asumiendo el cargo de Premier en dos ocasiones. Sin embargo, tras el ascenso al poder de Kim Jong-il en 1994 surgieron diferencias notorias, sobre todo por el hecho que Kang apoyaba la aplicación de reformas económicas que podrían salvar a Corea del Norte de la hambruna que afectaba el país.
No se le volvió a ver en público desde 1996 y fue reemplazado en 1997 por razones de salud. Sin embargo, se cree que fue uno de los siete principales oficiales norcoreanos que estaban relacionados con Hwang Jang Jop (un cercano colaborador de Kim Jong-il que huyó a Pekín en febrero de 1997) y que fueron purgados por el grupo de línea dura del partido encabezado por Kim Jong-il. Desde entonces se ha retirado de la política.